# 普基庫拉公園
普基库拉公园是一座位于新西兰塔拉纳基新普利茅斯市的公园。公园占地52公顷。

## 历史
1876 年 5 月 29 日，新普利茅斯占地 15 公顷的游乐场(Recreation Ground)举行了盛大的开幕仪式。白天，测量员弗雷德里克·阿隆佐·卡林顿 (Frederic Alonzo Carrington)的女儿简·卡林顿 (Jane Carrington) 小姐在仪式上种植了第一棵树：英国的橡树、新西兰的 pūriri、南太平洋群岛的诺福克岛松和美国的辐射松。  仪式上用来植树的铲子保存在新普利茅斯的 Puke Ariki 博物馆馆藏中。  1907 年，游乐场更名为“普基库拉公园” 
该公园拥有多种本土和外来植物。各种轻松的步道穿过公园，沿着湖畔蜿蜒而行，尽显公园的特色。其中包括风景如画的诗人桥， 于 1884 年 3 月 11 日开放喷泉湖 (Fountain Lake) 中还有一个人造瀑布和喷泉。可以租用划艇在主湖上划船。

## 体育
普基库拉公园是一个受欢迎的活动场所。
公园西北端有一个板球场，建于 1880 年代，以其环境优美而闻名。 1892 年，这里举行了第一场板球比赛
如今，由于边界较小且缺乏国际标准设施，该公园只能举办国内赛事。

## 其他
普基库拉公园也是颇受欢迎的湖上茶馆(Tea House on the Lake)的所在地，该茶馆自 1931 年以来一直位于主湖畔
普基库拉公园是一年一度的灯光节的举办地，每年 12 月中旬至 2 月初免费举办。它为各个年龄段的人们提供白天和夜间的活动节目，节日本身每天晚上都会将公园变成一个灯火通明的仙境。 
2007 年，公园在孩之宝新西兰版大富翁全国竞赛中荣获“Mayfair”地点。 